# イギリス王立海軍大学校
海軍大学校（Royal Naval War College）は、1900年から1914年まで存在したイギリス海軍の高級将校のための訓練施設。時系列順にグリニッジ、プリマス、ポーツマス、グリニッジに置かれた。第一次世界大戦前はチャタムとプリマスに分校を置いていた。

## 歴史
1900年11月、グリニッジ王立海軍大学校内に「War Course for Captains and Commanders」が開設された。1905年にデヴォンポート海軍基地、1906年にポーツマスに移転し、1907年に王立海軍大学校（Royal Naval War College）と正式に命名される。
海軍大学校は、旗艦艦長、司令官を教育対象とした。訓練課程は、戦術海戦演武、戦略海戦演武、課題解決、講義の受講などで構成されていた。
1914年に同校の機能はグリニッジ王立海軍大学校に移行された。